# ایوان آکساکوف
ایوان سرگییویچ آکساکوف (روسی: Ива́н Серге́евич Акса́ков؛ ۸ اکتبر  [سبک قدیمی: ۲۶ سپتامبر] ۱۸۲۳ – ۸ فوریه  [سبک قدیمی: ۲۷ ژانویه] ۱۸۸۶، مسکو) روشنفکر، روزنامه‌نگار، فیلسوف، و شاعر اهل امپراتوری روسیه؛ و از طرفداران برجسته فرهنگ اسلاو بود.